# Veerseniederung
Die Veerseniederung ist ein Naturschutzgebiet in der Gemeinde Scheeßel und den Gemeinden Brockel und Hemslingen in der Samtgemeinde Bothel im Landkreis Rotenburg (Wümme).

## Allgemeines
Das Naturschutzgebiet mit dem Kennzeichen NSG LÜ 299 ist rund 442 Hektar groß. Es ist größtenteils Bestandteil des FFH-Gebietes „Wümmeniederung“. Im Südosten grenzt es direkt an das Naturschutzgebiet „Hemslinger Moor“ sowie an das Landschaftsschutzgebiet „Deepener Wacholdergebiet“ und im Westen an das Naturschutzgebiet „Wümmeniederung mit Rodau, Wiedau und Trochelbach“. Teile des Landschaftsschutzgebietes „Deepener Wacholdergebiet“ wurden in das Naturschutzgebiet einbezogen. Das Gebiet steht seit dem 15. August 2014 unter Schutz. Zuständige untere Naturschutzbehörde ist der Landkreis Rotenburg (Wümme).

## Beschreibung
Das Naturschutzgebiet liegt nordöstlich von Rotenburg (Wümme) und südöstlich von Scheeßel. Es stellt die Niederung der Veerse von der Grenze zum Landkreis Heidekreis bis zur Bundesstraße 75 zwischen Rotenburg (Wümme) und Scheeßel etwas oberhalb der Mündung der Veerse in die Wümme unter Schutz. Die Niederung wird von Grünlandflächen sowie Röhrichten, Seggenriedern und Sümpfen geprägt. Durch die Niederung fließt die Veerse als naturnahes Fließgewässer mit flutender Wasservegetation. Auf weiten Strecken mäandriert der Flusslauf in der Niederung. Er wird von einem Saum aus Erlen, Weiden, Eschen und vereinzelt Eichen sowie Hochstaudenfluren begleitet. Die Grünländereien sind unterschiedlich feucht und werden unterschiedlich intensiv genutzt. Stellenweise wird die Niederung auch ackerbaulich genutzt. Weiterhin sind kleinere Au- und Bruchwälder sowie Moorwaldparzellen innerhalb des Naturschutzgebietes zu finden.
Das Naturschutzgebiet ist Lebensraum einer artenreichen Flora und Fauna. So ist hier u. a. der Fischotter heimisch, der die Niederung auch als Wanderkorridor nutzt. Weiterhin sind z. B. Teichfledermaus sowie die Libellen Grüne Flussjungfer und Grüne Mosaikjungfer heimisch. In der Veerse leben Meer-, Fluss- und Bachneunauge, Steinbeißer, Lachs, Groppe, Meerforelle und Elritze.
Das Naturschutzgebiet grenzt überwiegend an landwirtschaftliche Nutzflächen sowie stellenweise an bewaldete Flächen. Es wird nur an wenigen Stellen von Verkehrswegen gequert, darunter im Westen von der Bahnstrecke zwischen Bremen und Hamburg sowie einigen öffentlichen Straßen und Wirtschaftswegen.